# Quincula
Genre
Classification APG III (2009)
Quincula (parfois orthographié de façon erronée Guincula) est un genre de plantes de la famille des Solanaceae. Seules deux espèces ont été décrites dans ce genre : 
- Quincula lepidota A.Nelson
- Quincula lobata (Torr.) Raf., une espèce nord-américaine.

Ce genre n'est pas reconnu par certains auteurs qui placent ses espèces dans le genre Physalis.